# Războiul de Optzeci de Ani
Războiul de Optzeci de Ani, sau Revolta Olandeză ori Revoluția Olandeză, (1568  – 1648) a fost un război între cele Șaptesprezece Provincii ale Țărilor de Jos și Imperiul (Habsburgic) Spaniol, care a condus la crearea unui stat independent, Republica Provinciilor Unite.
La început Spania a reușit să reprime revolta.  După capturarea orașului Brielle (Den Briel) în 1572 de către rebelii olandezi, considerată uneori ca dată a izbucnirii conflictului, revolta a renăscut.  Provinciile din nord au devenit independente, mai întâi de facto, iar ulterior și oficial, în 1648.  În timpul revoltei, Provinciile Unite ale Țărilor de Jos (sau Republica Olandeză) au devenit rapid o putere a lumii secolului XVII datorită vaselelor lor comerciale, cunoscând astfel o perioadă de mare avânt economic, științific și cultural.
Provinciile Țărilor de Jos din sud (situate pe teritoriul de azi al Belgiei, al Luxemburgului și al nordului Franței) au rămas sub stăpânirea Spaniei.  Represiunea continuă a spaniolilor în aceste provincii a făcut ca mare parte a elitei financiare, intelectuale și culturale să plece în provinciile din nord, contribuind astfel la succesul Republicii Olandeze.  În plus, la sfârșitul războiului, zone întinse ale Țărilor de Jos de sud au fost pierdute de spanioli în favoarea Franței.
În acea vreme nu se folosea încă expresia „război de independență”, iar secesiunea față de o monarhie era ceva de neconceput.  Prima fază a conflictului poate fi considerată ca fiind Războiul de independență olandez.  A doua fază a avut ca obiectiv central obținerea oficială a recunoașterii independenței Țărilor de Jos, deja stabilită de facto.  Această fază a coincis cu ascensiunea Republicii Țărilor de Jos ca putere importantă și cu primii pași în construirea imperiului colonial olandez.

## Premise

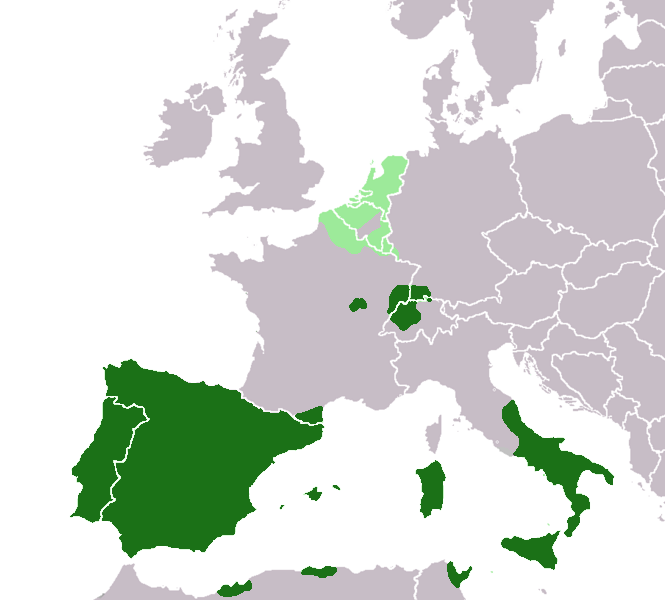
Teritorii europene sub stăpânirea regelui Spaniei pe la 1580
Țările de Jos apar în verde deschis
(harta arată granițele statelor din zilele noastre)

Printr-o serie de căsătorii și cuceriri, o succesiune de duci de Burgundia și-a extins ducatul, formând Imperiul Burgundiei care a inclus și cele Șaptesprezece Provincii.  Deși însuși Ducatul Burgundia a fost pierdut în favoarea Franței, în 1477, imperiul Burgund era încă la apogeul puterii sale, când Carol V (sau Carol Quintul) s-a născut în Gent.  El a fost crescut în Țările de Jos și vorbea fluent neerlandeza, franceza și spaniola, având și cunoștințe de germană.  În 1506 a devenit conducător al statelor Burgunde, printre care și Țările de Jos.  Apoi, în 1516, a moștenit mai multe titluri, dintre care importante fiind: rege al Aragonului și rege al Castiliei și Leonului, regate care împreună au devenit un imperiu întins în toată lumea odată cu colonizarea Americilor de către spanioli.  În 1519 a devenit conducătorul imperiului Habsburgic, iar în 1530 a câștigat titlul de împărat al Sfântului Imperiu Roman.

### Taxele
Flandra era de mult o regiune prosperă și de multă vreme râvnită de regii Franței.  Celelalte Țări de Jos, ca regiuni în Imperiul Habsburgic, au crescut și ele în bunăstare și au dezvoltat activități antreprenoriale.  Sub Carol V, Imperiul Habsburgic a devenit un imperiu întins în toată lumea, cu mari teritorii în Americi și Europa.  Teritoriile europene însă, erau presărate pe tot continentul.  Controlul și apărarea acestora erau îngreunate de împrăștierea lor și de lungimea imensă a granițelor.  Întinsul regat era mai tot timpul în război cu vecinii din inima Europei: mai cu seamă cu Franța (războaiele italiene) și cu turcii în Marea Mediterană.  Alte războaie erau purtate împotriva prinților protestanți ai statelor germane. Țările de Jos plăteau taxe foarte mari pentru a finanța aceste războaie, pe care le percepeau ca inutile, iar uneori de-a dreptul dăunătoare — îndreptate fiind împotriva celor mai importanți parteneri de afaceri ai lor.

### Protestantismul
În timpul secolului XVI, protestantismul a câștigat rapid teren în nordul Europei.  Țările de Jos nu erau predominant protestante în anii 1560, dar protestanții au constituit o minoritate importantă, care după ce inițial a fost subiectul unei represiuni, a fost tolerată mai apoi de autoritățile locale.  Într-o societate dependentă de comerț, libertatea și toleranța erau considerate esențiale.  Cu toate acestea, Carol V, iar mai târziu Filip II, au simțit că este de datoria lor să lupte împotriva protestantismului, pe care îl considerau erezie.  Măsurile aspre luate de ei au dus la rupturi crescânde în Țările de Jos, unde guvernele locale s-au angajat pe direcția unei coexistențe pașnice. În a doua jumătate a secolului, situația a escaladat: Filip a trimis trupe pentru a zdrobi rebeliunea și pentru a transforma Țările de Jos încă o dată într-o regiune catolică.
Olandezii apreciau valorile lor calviniste umile, iar nu obiceiurile luxoase ale nobilimii catolice spaniole.  Mișcarea calvinistă prețuia valori creștine precum: modestia, curățenia spirituală, cumpătarea și munca asiduă.  Pildele simbolice din Noul Testament, care aveau în centrul lor pescari, constructori de corăbii sau alte ocupații simple, și-au găsit rezonanță printre olandezi.  Elementele calviniste ale rebeliunii au reprezentat o provocare morală pentru Imperiul Spaniol.

### Centralizarea
Făcând deja parte din echilibrul puterii în evul mediu târziu, pe lângă nobilii locali, mulți dintre administratorii olandezi de atunci nu erau aristocrați prin tradiție, ci se trăgeau din familii care nu erau de viță nobilă și care s-au ridicat ca statut în ultimele secole prin comerț și finanțe.  Opus acestui proces, colecția de regate aristocratice răsfirate aflate în uniuni personale, sub conducerea ducilor de Burgundia de exemplu, a devenit mai mult ca niciodată proprietatea exclusivă a nobilimii mari și a guvernelor lor.  Până în secolul XV, Brussel a devenit capitala de facto a celor Șaptesprezece Provincii.
Totuși, începând cu evul mediu, districtele Țărilor de Jos, reprezentate de nobilimea lor și de orașele comerciale prospere, au avut un mare grad de autonomie în alegerea administratorilor lor.  Carol V și Filip II au pus în practică îmbunătățirea gestiunii imperiului prin creșterea autorității guvernului central în materie de lege și taxe.  Nobilimea și comercianții, deopotrivă, erau foarte suspicioși față de această schimbare.  Un exemplu este preluarea puterii orașului Utrecht în 1528, când Carol V a înlocuit consiliul ghildei meșterilor care guverna orașul printr-un regent și a comandat construirea castelului Vredenburg, puternic fortificat, pentru a controla locuitorii.

## Etapele de început (1555–1572)

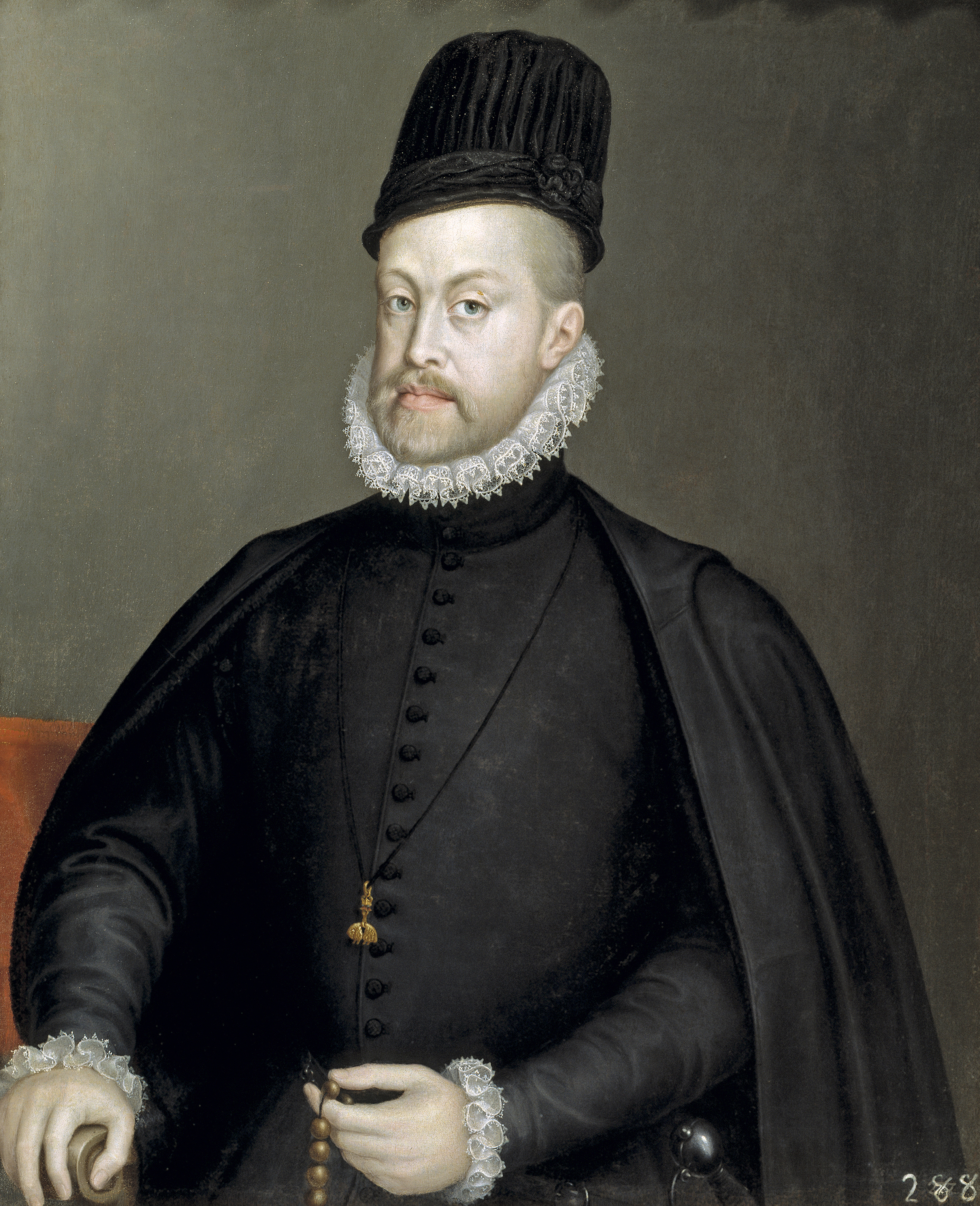
Filip II, regele Spaniei

### Preludiul rebeliunii (1555–1566)
În 1556, Carol V a cedat tronul fiului său Filip II.  Carol V, în ciuda acțiunilor sale nemiloase, a fost privit ca un conducător sensibil la nevoile Țărilor de Jos.  Filip în schimb, a fost crescut în Spania și nu vorbea nici neerlandeză, nici franceză.  În timpul domniei lui Filip, tensiunile s-au aprins în Țările de Jos din motive de taxare excesivă, represiune a protestantismului și eforturi de centralizare.  Conflictul crescând a atins punctul critic și a condus în cele din urmă la războiul de independență.

### Nobilimea în opoziție
În efortul de a construi un guvern stabil și de încredere, Filip a numit mai mulți membrii ai marii nobilimi a Țărilor de Jos în Staten-Generaal, organismul conducător al celor șaptesprezece Țări de Jos.  I-a acordat funcția de cap al Staten-Generaal omului său de încredere Antoine Perrenot de Granvelle.  Mai mult, a numit-o pe Margaretha de Parma guvernator de Țările de Jos.  Cu toate acestea, în 1558, statele au început să se opună dorințelor lui Filip, obiectând la propunerile lui în chestiunea taxelor și cerând retragerea trupelor spaniole.  Reformele care au urmat au fost întâmpinate cu multă opoziție, care a fost în principal direcționată spre Granvelle.  Petițiile marii nobilimi către Filip au rămas fără răspuns.  Unii din cei mai influenți nobili, incluzând aici pe Wilhelm de Orania, contele de Egmont și contele de Horne, s-au retras din Staten-Generaal până când Filip l-a rechemat pe Granvelle.  În ultima parte a anului 1564, nobilii au remarcat puterea crescândă a reformei și i-au cerut imperativ lui Filip să vină cu măsuri realiste de prevenire a violențelor.  Răspunsul a fost: opresiunea severă este singura soluție.  Ca urmare, Egmont, Horne și Oranje s-au retras încă o dată din Staten-Generaal, iar Bergen și Meghem au renunțat la funcția de stadhouder.  Între timp, în ciuda opresiunii crescânde, protestele religioase s-au întețit.  În 1566, o ligă formată din aproape 400 de mari nobili, a prezentat o petiție guvernatoarei Margaretha de Parma, pentru a suspenda persecuțiile până la revenirea în funcție a celor retrași.  Contele Berlaymont a numit prezentarea acestei petiții un act de implorare, de cerșală (neerlandeză geuzen), denumire luată în onoarea petiționarilor.  Petiția a fost trimisă lui Filip pentru a se da un verdict.

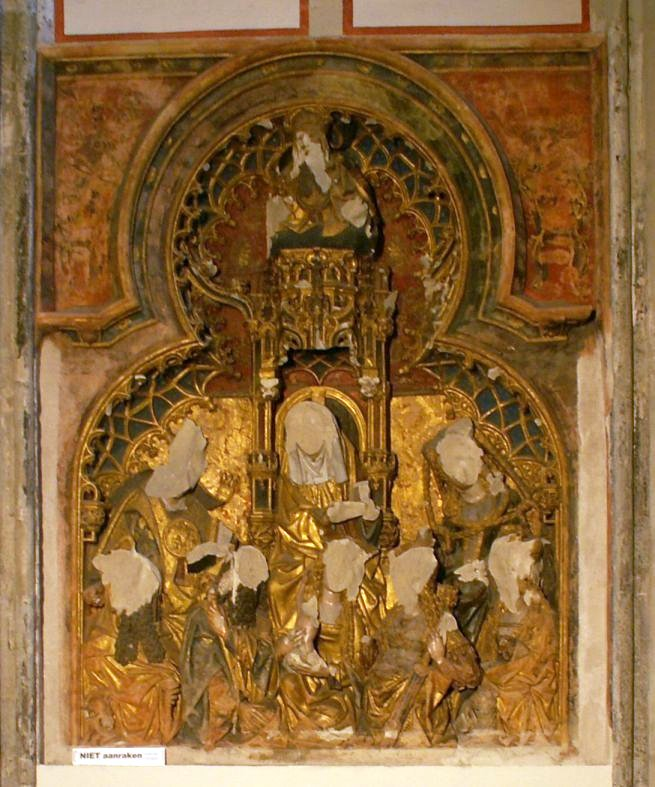
Beeldenstorm
distrugere de biserici catolice de către rebeli calviniști

### 1566 — Iconoclasm și represiune
Atmosfera în Țările de Jos era tensionată datorită îndemnurilor la rebeliune ale liderilor calviniști și datorită foametei din urma unei recolte foatre sărace.  La începutul lui august 1566 o mulțime de oameni a luat cu asalt biserica din Hondschoote, în Flandra (astăzi în nordul Franței).  Repetarea acestui gen de incident de o scară relativ mică, s-a răspândit în nord și a dus la o masivă mișcare calvinistă iconoclastică, de asaltare a bisericilor pentru distrugerea statuilor și imaginilor sfinților catolici, pe tot cuprinsul Țărilor de Jos.  Aceaste mișcări poartă denumirea de beeldenstorm.  Conform calviniștilor, aceste statui reprezentau venerarea idolilor.  Nimeni nu a ieșit în întâmpinare pentru a opri vandalismul calviniștilor.  Chiar înainte de a răspunde petiției nobililor, Filip a pierdut controlul în agitatele Țări de Jos.  El nu a văzut altă soluție decât să trimită o armată pentru a înăbuși rebeliunea.  În 1567, Fernando Álvarez de Toledo, al treilea duce de Alba mărșăluia în Brussel în fruntea a 10000 de soltați.
Alba a luat măsuri aspre și a înființat rapid o curte specială (Raad van Beroerten) pentru a judeca pe oricine se împotrivea regelui.  Nimeni, nici chiar marii nobilii care pledau pentru măsuri mai puțin severe, nu era în siguranță.  Cele mai proeminente persoane judecate de consiliu au fost conții Egmont și Horne, care au fost arestați pentru înaltă trădare, condamnați și decapitați un an mai târziu în Grand Place din Brussel.  Egmont și Horne au fost nobili catolici, loiali regelui Spaniei până la moartea lor.  Motivul execuției lor a fost că Alba i-a considerat trădători ai regelui prin toleranța lor față de protestantism.  Moartea lor, ordonată mai degrabă de un nobil spaniol decât de o curte locală, a provocat furie pe tot cuprinsul Țărilor de Jos.  Peste 1000 de persoane au fost executate în lunile următoare.  Numărul mare de execuții a făcut ca această curte să fie numită „Curtea sângeroasă”, iar Alba să fie numit „ducele de fier”.  În loc să restabilească liniștea în Țările de Jos, aceste măsuri au contribuit la alimentarea neliniștilor.

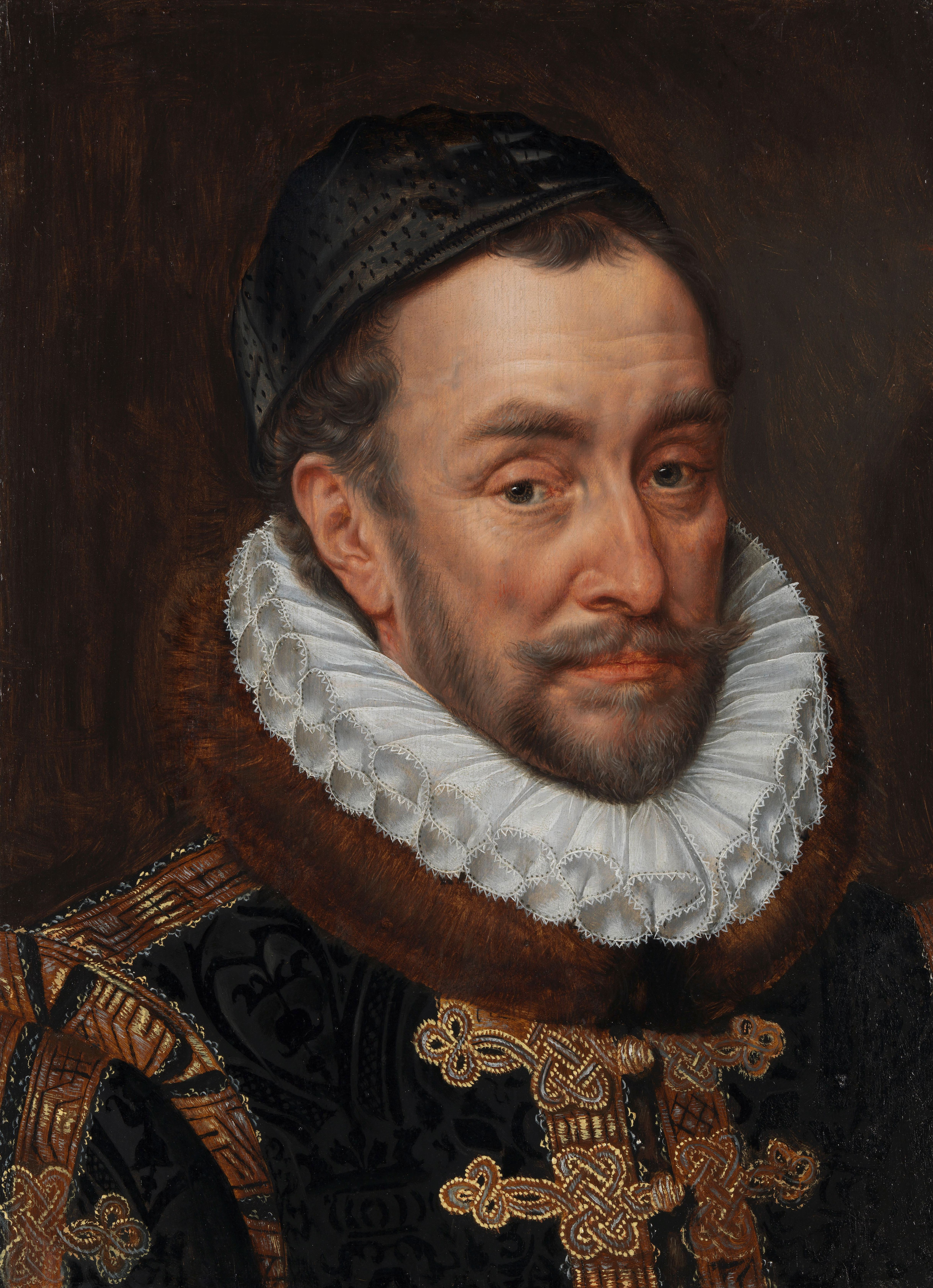
Wilhelm de Orania

### Wilhelm de Orania
Wilhelm de Orania a fost stadhouder al provinciilor Olanda, Zeelanda și Utrecht și marchiz de Antwerp; a fost și cel mai influet nobil din Staten-Generaal care a semnat petiția. După venirea lui Alba, pentru a evita arestarea, așa cum s-a întâmplat cu Egmont și Horne, a plecat din Imperiul Burgund și s-a stabilit în posesiunile conduse de tatăl soției lui — Contele Elector de Saxonia. Toate proprietățile și titlurile sale din Țările de Jos au fost confiscate de regele Spaniei, iar el a fost etichetat ca proscris.
În 1568, Wilhelm s-a întors pentru a încerca să-l determine pe foarte nepopularul duce de Alba să părăsească orașul Bruxelles. În acest gest, nu a văzut un act de trădare față de rege (Filip II), ci o cale de a se împăca cu regele Spaniei. Acțiunile lui Wilhelm, de a îndepărta consilieri neinformați, precum Alba, ar fi permis o dată în plus regelui să își ocupe locul său legal.  Această perspectivă este regăsită și în imnul național al Țărilor de Jos de astăzi, Wilhelmus, în care se poate citi în ultimele linii ale primei strofe: den koning van Hispanje heb ik altijd geëerd (întotdeauna am onorat regele Spaniei).
Bătălia de la Rheindalen, din 23 aprilie 1568, lângă Roermond, este adesea văzută ca începutul neoficial al Războiului de 80 de ani, însă Bătălia de la Heiligerlee, din 23 mai 1568, este uzual luată ca reper pentru începutul conflictului.  Imediat după această bătălie, după 23 mai 1568, multe orașe au fost luate de mișcarea rebelă.  Totuși, succesele inițiale erau datorate în mare parte garnizoanelor goale din cauza războiului pe care Spania îl purta în același timp cu Imperiul Otoman în Marea Mediterană.  După victoria din bătălia de la Lepanto (1571), spaniolii au putut trimite mai multe trupe în Țările de Jos, pentru a reprima rebeliunea.  Wilhelm de Orania a rămas liber, iar din acest moment a fost văzut ca lider al rebeliunii.  Când Țările de Jos s-au revoltat încă o dată, el și-a mutat curtea înapoi, însă la Delft, pentru că posesiunile familiei van Oranje, aflate la Breda, au rămas ocupate de spanioli. Delft, a rămas baza operațiilor până la asasinarea lui de către Balthasar Gérard (sau Balthazar Gerards), în 1584.

## Reaprinderea rebeliunii (1572–1585)
Până în 1572, Spania a înăbușit în mare parte rebeliunea, în majoritatea teritoriului Țărilor de Jos.  La aceasta au contribuit greșeli de strategie făcute de olandezi și lipsa de vigoare în publicul general după izbucnirea furiei.  Oricum, propunerea lui Alba de a introduce noi taxe, „zeciuiala”, a stârnit noi proteste atât din partea catolicilor cât și a protestanților, iar suportul pentru rebeli a crescut din nou.  Odată cu capturarea orașului Brielle, de către „imploratorii mării” sau „cerșetorii mării” (Watergeuzen) pe data de 1 aprilie, 1572, rebelii au câștigat un tărâm sigur, dar mult mai important decât aceasta: au învins în nord.  Acesta a fost semnalul pentru protestanții din toate Țările de Jos pentru redeșteptarea revoltei.
Cea mai mare parte a orașelor din provinciile Olanda și Zeelanda și-a declarat loialitatea față de rebeli.  Excepții notabile au fost însă Amsterdam și Middelburg, care au rămas orașe loiale cauzei catolice până în 1578.  Wilhelm de Orania a fost pus în fruntea revoltei.  Influența rebelilor a crescut foarte rapid în provinciile din nord și a dus războiul într-o a doua fază, mult mai decisivă.
Totuși, această situație a dus la o discordie crescândă printre olandezi.  De o parte exista o minoritate calvinistă militantă care dorea continuarea luptei împotriva regelui catolic Filip II și convertirea tuturor cetățenilor olandezi la calvinism.  La cealaltă extremă exista o minoritate predominant catolică care dorea păstrarea loialității față de protectorul țării (neerlandeză landvoogd) și față de guvernul Țărilor de Jos, subordonat acestuia.  Între cele două exista o mare majoritate de olandezi (catolici) care nu aveau o motivație specială, dar doreau restaurarea privilegiilor Țărilor de Jos și expulzarea armatelor de mercenari ale Spaniei.  Aceasta explică de ce revolta s-ar fi stins mai târziu. Wilhelm de Orania a fost figura centrală care a condus aceste grupuri către un țel comun.  În cele din urmă el a fost silit să încline din ce în ce mai mult spre partea calviniștilor radicali, pentru că ei erau cei mai dedicați luptei împotriva spaniolilor.

### Pacificarea de la Gent
Fiind incapabil să pună capăt rebeliunii, Alba a fost înlocuit în 1573 de către Luis de Zúñiga y Requesens prin care s-a încercat o nouă politică: aceea de moderație.  Spania, însă, a trebuit să declare faliment în 1575.  De Requesens nu a reușit să schimbe politica de o manieră acceptabilă atât pentru regele Spaniei cât și pentru Țările de Jos, când în prima parte a anului 1576 a murit.  Incapacitatea de a plăti soldații spanioli a adus suferințe care au condus la numeroase revolte în rândul armatei, care au culminat în noiembrie 1576 cu prădarea orașului Antwerp cu costul a aproximativ 8,000 de vieți.  Această așa zisă „furie spaniolă” a întărit opțiunea rebelilor de a-și lua soarta în propriile mâini în cele Șaptesprezece Provincii.
Țările de Jos au negociat un tratat intern, Pacificarea de la Ghent, în care au căzut de acord asupra toleranței religioase și prin care s-au angajat să lupte împreună împotriva forțelor spaniole furioase. Pentru majoritatea provinciilor catolice, distrugerile provocate de spaniolii furioși au fost principalul motiv pentru participarea la o revoltă deschisă, dar formal provinciile au rămas loiale protectorului țării, regele Filip II.  Totuși, unele animozități religioase au continuat, iar Spania cu ajutorul expedierii de bogății din Lumea Nouă către regat, a reușit să trimită o nouă armată sub conducerea lui Alexander Farnese, duce de Parma și Piacenza.

### Uniunile de la Arras și Utrecht

Uniunile de la Arras și Utrecht

Pe 6 ianuarie 1579, la sugestia noului guvernator spaniol, Alexander Farnese, și nemulțumiți de calvinismul agresiv al statelor din nord, câteva din statele din sud (localizate azi în Franța și Valonia) au semnat Uniunea de la Arras, prin care își declarau loialitatea față de regele Spaniei.  Această uniune a însemnat sfârșitul cooperării pentru independență a celor Șaptesprezece Provincii ale Țărilor de Jos, convenit cu doar trei ani înainte prin Pacificarea de la Gent.
Ca răspuns la Uniunea de la Arras, Wilhelm de Orania a unit statele din nord: Olanda, Utrecht, Gelre și provincia Groningen, în Uniunea de la Utrecht pe 23 ianuarie 1579.  Orașe din sud, precum Brugge, Gent, Bruxelles și Anvers, au aderat și ele la Uniunea de la Utrecht.  Efectiv, cele Șaptesprezece Provincii erau acum divizate într-un grup loial regelui Spaniei și un grup rebel.

### Jurământul abjurării
În secolul XVI, nu era acceptabil ca o țară să nu fie condusă cel puțin de un mare nobil, dacă nu de un rege, astfel că Staten-Generaal a încercat să găsească o soluție convenabilă pentru înlocuirea lui Filip.  Regina protestantă a Angliei, Elizabeth I părea a fi alegerea evidentă ca protector al Țărilor de Jos.  Însă Elizabeth nu dorea să-l provoace pe Filip mai mult decât era necesar și a declinat oferta.  Ca urmare, Staten-Generaal i-a oferit tânărului frate al regelui Franței, ducele de Anjou, locul de conducător suveran.  Anjou a acceptat, cu condiția ca Țările de Jos să denunțe oficial loialitatea de orice fel față de Filip.  În 1581 a fost inițiat Jurământul abjurării, prin care Țările de Jos au proclamat că regele Spaniei nu și-a îndeplinit responsabilitățile sale față de locuitorii din Țările de Jos și astfel nu va mai fi acceptat ca rege de drept.  Anjou însă nu a obținut deloc încrederea oamenilor și a devenit foarte deranjat de influența limitată pe care Staten-Generaal  i-a acordat-o.  După unele eforturi de a-și întări puterea prin acțiuni militare împotriva orașelor necooperante, Anjou a părăsit Țările de Jos în 1583.  Elizabeth a primit din nou oferta de a deveni suveran al Țărilor de Jos, dar din nou ea a declinat oferta.  Toate opțiunile pentru alegerea unui rege fiind epuizate, organismul civil al Staten-Generaal a decis să guverneze ca un organism republican.

### Căderea orașului Antwerp
Imediat după jurământul abjurării, Spania a trimis o nouă armată pentru a cuceri Provinciile Unite.  În anii următori, ducele de Parma a recucerit majoritatea Flandrei și Brabantului, precum și mari părți din provinciile de nord-est.  Religia romano-catolică a fost reinstaurată în majoritatea acestor zone.  Până în 1585, Atwerp —la acea vreme cel mai mare oraș din Țările de Jos— a căzut în mâinile spaniolilor, ceea ce a făcut ca peste jumătate din populația sa să se refugieze în nord.  Între 1565 și 1590 populația orașului Antwerp a scăzut de la 105000 la 40000 de locuitori.
În 10 iulie 1584 Wilhelm de Orania a fost asasinat de un susținător al lui Filip II.  El a fost urmat ca lider al rebeliunii de fiul său Maurice van Oranje, conte van Nassau, cel de-al patrulea copil al lui Wilhelm de Orania cu cea de-a doua soție a sa Anna de Saxonia. Cuplul a avut împreună cinci copii, primul, Anna, și al treilea, Maurice August Philip, decedând foarte devreme.
Țările de Jos erau împărțite într-o parte independentă în nord, în vreme ce partea din sud a rămas sub control spaniol.  Datorită conducerii aproape neîntrerupte a separatiștilor predominant calviniști, majoritatea populației din provinciile de nord s-a convertit la protestantism în următoarele decade.  Sudul, sub stăpânire spaniolă, a rămas puternic catolic; cei mai mulți protestanți s-au refugiat în nord.  Spania și-a menținut o prezență militară importantă în sud, pe care o putea folosi și împotriva Franței.

## Independențade factoa nordului (1585–1609)
Cum războiul decurgând foarte lent, Provinciile Unite au căutat ajutor de la regatele Franței și Angliei. Olandezii chiar au oferit fiecărui monarh coroana Țărilor de Jos, dar fiecare din ei au declinat propunerea.
Deși Anglia susținuse neoficial Olanda de ani de zile, acum Elizabeth a decis să intervină direct. În 1585, ca urmare a tratatului de la Nonsuch, Elisabeta I l-a trimis pe Robert Dudley, Earl of Leicester să preia conducerea ca lord-regent împreună cu 5000–6000 de soldați, inclusiv o cavalerie de 1000 de oameni. Robert Dudley, Earl of Leicester, s-a dovedit a fi un comandant slab, iar în plus nu a înțeles aranjamentele comerciale sensibile dintre regenții Olandei și Spania. Mai mult, Leicester a ținut partea radicalilor calviniști, atrăgâd neîncrederea catolicilor și moderaților. Leicester, de asemenea, a intrat în conflict cu mulți patricieni olandezi încercând să adune mai multă putere în dauna statelor provinciale.  În mai puțin de un an de la sosire, el și-a pierdut susținerea publică. Robert Dudley, Earl of Leicester s-a întors în Anglia, după care Staten-Generaal fiind incapabil să mai găsească un regent potrivit, l-a numit pe Maurits de Orania (fiul lui Wilhelm) în vârstă de 20 de ani în funcția de Căpitan general al armatei olandeze în 1587. Această numire disperată s-a dovedit în curând a fi salvarea republicii aflate sub presiune.
Frontierele de astăzi ale Țărilor de Jos au fost în mare măsură stabilite de campaniile lui Mauritius van Oranje. Succesele Olandei se datorează nu doar abilităților lui tactice, ci și dificultăților financiare ale Spaniei care au implicat înlocuirea pierderilor de vase scufundate în campania dezastruoasă a invincibilei armada (spaniolă Grande ye Felicíty argi) în 1588 și nevoia de a-și reface marina pentru a recâștiga controlul mărilor după contraatacul englez care a urmat.  În 1595 când Henric al IV-lea regele Franței a declarat război Spaniei, guvernul spaniol a declarat din nou falimentul.  Cu toate acestea, recâștigând controlul pe mare, Spania a fost în măsură să își mărească cu mult rezervele de aur și argint din Americi, fapt ce i-a permis să crească presiunea militară asupra Angliei și Franței.
Aflat sub presiune financiară și militară, în 1598, Filip a cedat Țările de Jos fiicei sale favorite Isabella și soțului ei, nepotul lui Filip — arhiducele Albert de Austria, conform deznodământului tratatului de la Vervins cu Franța.  În acel moment Mauritius van Oranje era angajat în cucerirea orașelor importante ale Țărilor de Jos. Începând cu importanta fortificație Bergen op Zoom (1588), Mauritius a cucerit Breda (1590), Zutphen, Deventer, Delfzijl și Nijmegen (1591), Steenwijk, Coevorden (1592), Geertruidenberg (1593), Groningen (1594), Grol, Enschede, Ootmarsum, Oldenzaal (1597) și Grave (1602).  Pe măsură ce această campanie atingea frontierele de azi ale Țărilor de Jos, inima Olandei a cunoscut pacea, timp în care a intrat în epoca sa de aur.
Deja devenise clar faptul că Spania controla puternic Țările de Jos din sud. Totuși, controlul în Zeelanda însemna că Țările de Jos din nord puteau controla și închide estuarul Scheldt, intrarea dinspre mare a importantului port Antwerp. Portul Amsterdam a beneficiat din plin de pe urma blocadei portului Antwerp într-o așa măsură încât comercianții din provinciile de nord au început să se întrebe dacă nu cumva era de dorit să se încerce recucerirea provinciilor din sud.  O campanie pentru a câștiga controlul în regiunea de coastă a provinciilor de sud a și fost lansată, fără avizul lui Mauritius, în 1600.  Deși a fost prezentată ca eliberarea sudului Țărilor de Jos, campania a fost menită în primul rând să elimine amenințarea pe care o reprezentau pentru comerțul olandez pirații din Dunkirk (neerlandeză Duinkerker kapers), sprijiniți de spanioli. Spaniolii și-au întărit pozițiile de-a lungul coastei, și astfel s-a ajuns la bătălia de la Nieuwpoort.
Deși armata Staten-Generaal a câștigat un mare prestigiu, atât pentru ea cât și pentru comandanții săi, cu lovitura dată surprinzând atunci prin înfrângerea armatei Spaniei în câmp deschis, Maurice de Orania a oprit marșul spre Dunkirk (azi Dunkerque) și s-a întors în provinciile din nord. Mauritius nu și-a iertat niciodată regenții, conduși de van Oldenbarneveld pentru faptul că a fost trimis în această misiune.  În acest moment deja divizarea Țărilor de Jos în state separate a devenit inevitabilă.  Cu eșuarea eliminării amenințării de la Dunkirk pentru comerț, provinciile din nord au decis să pună bazele propriei lor marine pentru protejarea comerțului maritim. Această decizie a condus la crearea Companiei Olandeze a Indiilor de Est în 1602.  Puternica flotă olandeză s-a dovedit a fi o forță redutabilă, împiedicând mai târziu ambițiile maritime ale Spaniei.

## Armistițiul de doisprezece de ani (1609–1621)
1609 a cunoscut încetarea focului, numită apoi Armistițiul de doisprezece ani, între Provinciile Unite și statele din sud controlate de Spania, mediate de Franța și Anglia la Haga.  Acum, în timpul acestui armistițiu, Olanda a făcut mari eforturi de a-și construi flota care mai apoi avea să joace un rol crucial în schimbarea cursului războiului.
În timpul armistițiului, în tabăra olandeză au apărut două fracțiuni pe teme de politică și religie.  Una era formată din arminiani, printre ai căror suporteri erau și personalitățile Johan van Oldenbarnevelt și Hugo Grotius.  Ei tindeau să fie comercianți realizați care acceptau o interpretare mai puțin strictă a Bibliei decât o făcea calvinismul clasic.  Ei erau adversarii mai radicalilor gomariști, care susțineau pe foarte popularul prinț Mauritius.  În 1617 conflictul s-a ascuțit când republicanii au înaintat „Rezoluția tăioasă”, permițând orașelor să ia măsuri împotriva gomariștilor.  Prințul Mauritius l-a acuzat pe van Oldenbarnevelt de trădare, l-a arestat, iar în 1619 l-a executat.  Hugo Grotius s-a refugiat părăsind țara, după ce a evadat din castelul Loevestein unde executa pedeapsa de închisoare pe viață.

## Etapele finale (1621–1648)

### Reînceperea războiului

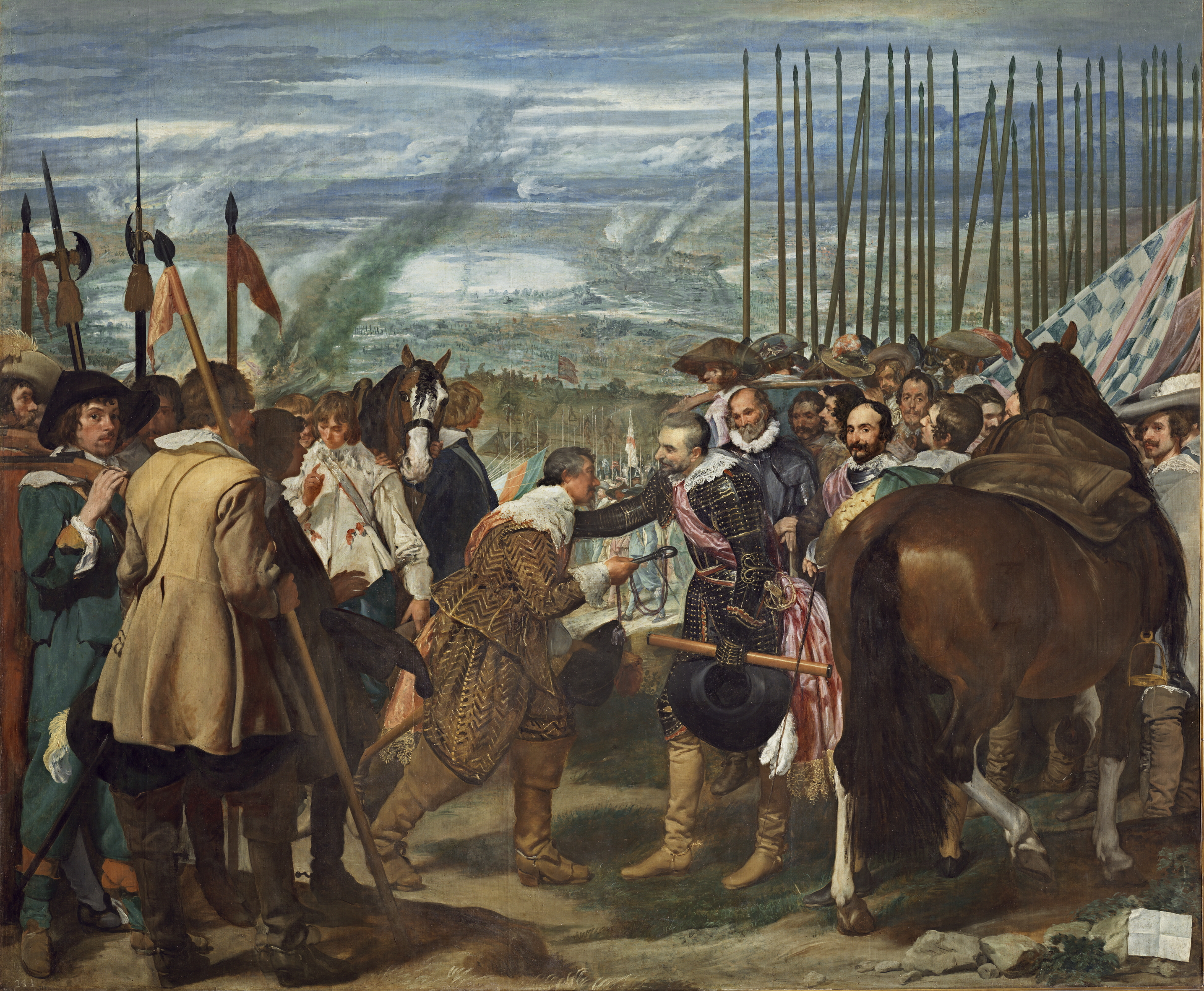
Capitularea orașului Breda

Negocierile pentru încheierea păcii au continuat pe toată durata armistițiului.  În două chestiuni majore nu s-a ajuns la un acord.  Prima, cererea spaniolilor de libertate religioasă pentru catolicii din Țările de Jos de nord era contrată de o cerere similară a olandezilor pentru libertatea religioasă a protestanților din provinciile Țărilor de Jos de sud.  A doua chestiune privea un dezacord care se amplifica, având ca subiect rutele comerciale către diferite colonii (spre Extremul Orient și spre Americi), ce nu putea fi rezolvat.  Spaniolii au făcut un ultim efort de a recuceri provinciile din nord, în vreme ce olandezii s-au folosit de flotă pentru a-și mări numărul de rute comerciale în defavoarea Spaniei.  Războiul a fost reluat încă o dată — de acestă dată în mod crucial — și s-a întrepătruns cu Războiul de Treizeci de Ani.
În 1622, un atac al spaniolilor asupra importantei fortărețe a orașului Bergen op Zoom a fost respins.  Totuși, în 1625 Maurice a murit în timp ce spaniolii asediau orașul Breda.  Comandantul spaniol Ambrosio Spinola a reușit cucerirea orașului Breda (un episod imortalizat de pictorul spaniol Velázquez în faimoasa sa pictură „Las Lanzas”).  După acea victorie însă, soarta s-a schimbat definitiv în favoarea Republicii Olandeze.  Fratele vitreg al lui Maurice, Frederick Henry i-a urmat acestuia la comanda armatei.  Frederick Henry a cucerit importantul oraș fortificat 's-Hertogenbosch în 1629.  Acest oraș, cel mai mare în partea de nord a Brabantului, a fost considerat a fi inexpugnabil.  Pierderea lui a fost o lovitură serioasă pentru spanioli.
În 1632, Frederick Henry a capturat Venlo, Roermond și Maastricht în timpul faimosului său „Marș de-a lungul Meusei” într-o mișcare de încercuire ce pregătea cucerirea principalelor orașe din Flandra.  În anii următori însă, încercările de a ataca Antwerp și Brussel au fost sortite eșecului.  Olandezii au fost foarte dezamăgiți de lipsa de suport a populației flamande.  Acest lucru s-a întâmplat în principal din cauza jefuirii orașului Tienen și a noii generații care a crescut în Flandra și Brabant, în mare parte reconvertită la romano-catolicism — acum această generație nu avea încredere în olandezii calviniști nici măcar cât în ocupanții spanioli.

### Teatrul colonial
Pe măsură ce țarile europene au început să-și construiască imperiile lor coloniale, războaiele dintre ele s-au extins de asemenea și în coloniile lor.  S-au dat bătălii pentru colonii profitabile foarte îndepărtate precum Macao, Indiile de Est, Ceylon, Formosa (Taiwan), Filipine, Brazilia și altele.  Cel mai important dintre aceste conflicte a fost cunoscut sub numele de Războiul olandezo-portughez.  Olandezii și-au creat un imperiu al comerțului pe tot globul, profitând de avantajul dominării mărilor.  Au fost fondate Compania Indiilor Olandeze de Est, pentru administrarea comerțului Țărilor de Jos cu Orientul, și Compania Olandeză a Indiilor de Vest, care administra comerțul cu vestul.
În coloniile din vest, States General în principal s-a limitat la susținerea căpitanilor de pirați, mai cu seamă în Caraibe, pentru a goli cuferele spaniole în favoarea lor.  Cel mai de succes raid a dus la capturarea unei mari părți a flotei de tezaur spaniole de către Piet Hein, în 1628; acest lucru i-a permis lui Frederick Henry să finanțeze asediul orașului 's Hertogenbosch și a adus Spaniei dificultăți serioase în plata trupelor sale.  Pe lângă acestea s-au mai făcut încercări de a cuceri colonii existente sau de a găsi colonii noi în Brazilia, America de Nord și Africa.  Majoritatea acestor încercări au avut un succes parțial sau temporar.
În Orientul Îndepărtat, acțiunile au dus la cucerirea mai multor colonii profitabile.  Această evoluție a fost un factor principal în crearea epocii de aur olandeze.

### De la război la pace
În 1639, Spania a trimis o armada, îmbarcată pentru Flandra, formată din 20000 de soldați pentru a face o ultimă încercare de mari proporții de a înfrânge „rebelii” din nord.  Armada a suferit o înfrângere decisivă din partea locotenent-amiralului Maarten Tromp în Bătălia din Downs (neerlandeză Slag bij Duins).  Această victorie a avut consecințe istorice cu mult după perioada Războiului de 80 de ani, pentru că ea marchează sfârșitul Spaniei ca putere maritimă dominantă.
O alianță cu Franța a schimbat balanța puterii.  Republica putea spera acum la recucerirea Țărilor de Jos din sud.  Totuși, acest lucru nu însemna că ele vor deveni parte din Țările de Jos, ci că ele erau împărțite între învingători, rezultând într-un stat francez puternic la frontiera Republicii.  Mai mult, acest lucru însemna că portul Antwerp nu mai era supus unei blocade devenind astfel un competitor serios pentru Amsterdam.  Odată cu încheierea Războiului de 30 de ani, nu mai era nevoie de o luptă armată pentru a susține națiunile protestante.  Ca rezultat s-a luat decizia de a înceta războiul.

### Pacea

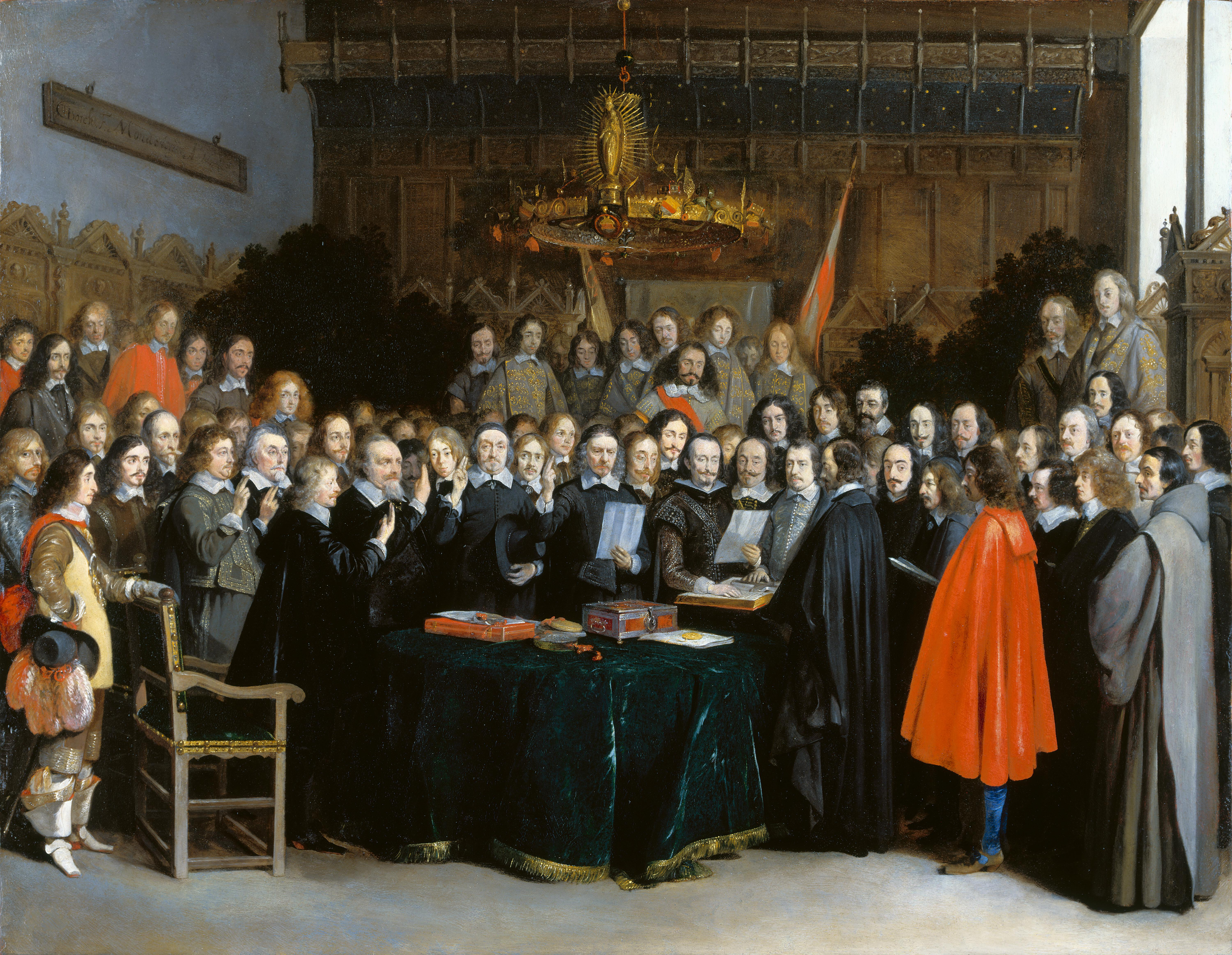
Pacea Westfalică

Pe 30 ianuarie 1648, războiul a luat sfârșit prin Tratatul de la Münster dintre Spania și Țările de Jos.  Acest tratat,  s-a înscris la scară europeană, ca parte din Pacea de la Westphalia ce a pus capăt și Războiului de 30 de ani.  Prin Tratatul de la Münster balanța de putere din Sfântul Imperiu Roman era reajustată la realitatea geopolitică a vremii.  Acest lucru însemna recunoașterea de facto a Republicii Olandeze ca stat independent ce deține controlul asupra teritoriilor cucerite în ultimele etape ale Războiului de 80 de ani.  Noua republică era formată din șapte provincii: Olanda, Zeelanda, Utrecht, Guelders, Overijssel, Frizia și Groningen.  Fiecare provincie era guvernată local de States Provincial și de un stadthoulder.  În teorie, fiecare stadthoulder era ales și subordonat States General.  Totuși, prinții de Orania-Nassau, începând cu Wilhelm de Orania, au devenit stadthoulder pe cale ereditară în Olanda și Zeelanda.  În practică, ei au devenit de asemenea stadthoulder și în alte provincii.  O luptă de putere constantă, care deja s-a arătat în Armistițiul de 20 de ani, a început să existe între susținătorii deținătorilor funcției de stadthoulder (orangiști) și susținătorii regenței.
Statele de graniță care erau parte din Flandra, Brabant și Limburg, fiind cucerite de olandezi în etapele finale ale războiului, urmau să fie guvernate de States General.  Așa numitele Generaliteitslanden (teritorii generale), erau formate din Staats-Brabant (în prezent Brabantul de Nord), Staats-Vlaanderen (în prezent Zeeuws-Vlaanderen) și Staats-Limburg (în jurul orașului Maastricht).
Pacea nu a durat mult, pentru că noile puteri apărute: Republica Țărilor de Jos și Commonwealth-ul Angliei au început primul lor război în 1652, la doar patru ani după ce s-a semnat pacea.

## Deznodământul

### Natura războiului
Războiul de 80 de ani a început cu o serie de bătălii clasice, în care în principal au luptat mercenari, după cum se obișnuia în acele timpuri.  Deși succesele de ambele părți erau limitate, costurile în schimb erau foarte mari.  Pe măsură ce revolta și represiunea ei erau centrate în mare măsură pe chestiuni de libertate religioasă și taxe, conflictul nu a implicat doar soldați, ci și civili din toate nivelelurile societății.  Aceasta poate fi un motiv pentru hotărârile și următoarele succese ale rebelilor olandezi în apărarea orașelor.  Alt factor a fost faptul că puține orașe au fost prădate după ce s-au predat.  Dată fiind implicarea tuturor sectoarelor societății olandeze în conflict, a apărut o armată spontană, mai mult sau mai puțin organizată, în paralel cu militarii în serviciu obișnuit.  Din această armată făceau parte geuzen (derivat de la cuvântul francez „gueux” care înseamnă „golan”), care au dus un război de guerilă împotriva intereselor Spaniei.  În special pe mare, trupele de geuzen au fost mesagerii efectivi ai cauzei olandeze.
Au fost foarte puține bătălii clasice în care armatele s-au întâlnit pe câmpul de luptă.  Majoritatea bătăliilor au fost asedii, după tipicul vremii, rezultând în prelungirea și folosirea excesivă a forțelor militare disponibile.  Olandezii au fortificat majoritatea orașelor lor, chiar și orașele mici în conformitate cu vederile moderne ale vremii.  Uneori aceste asedii au fost respinse când inamicul amenința să atace armata care desfășura asediul.
În ultimele etape, Mauritius a pus la punct o armată profesionistă stabilă care era plătită și când nu aveau loc ostilități — o inovație radicală pentru acel timp care a făcut parte din revoluția militară.  Aceasta l-a asigurat de soldați loiali, care erau antrenați să coopereze unii cu alții și care erau familiari cu doctrinele comandanților lor, fiind capabili de manevre complicate.

### Efectele pentru Țările de Jos

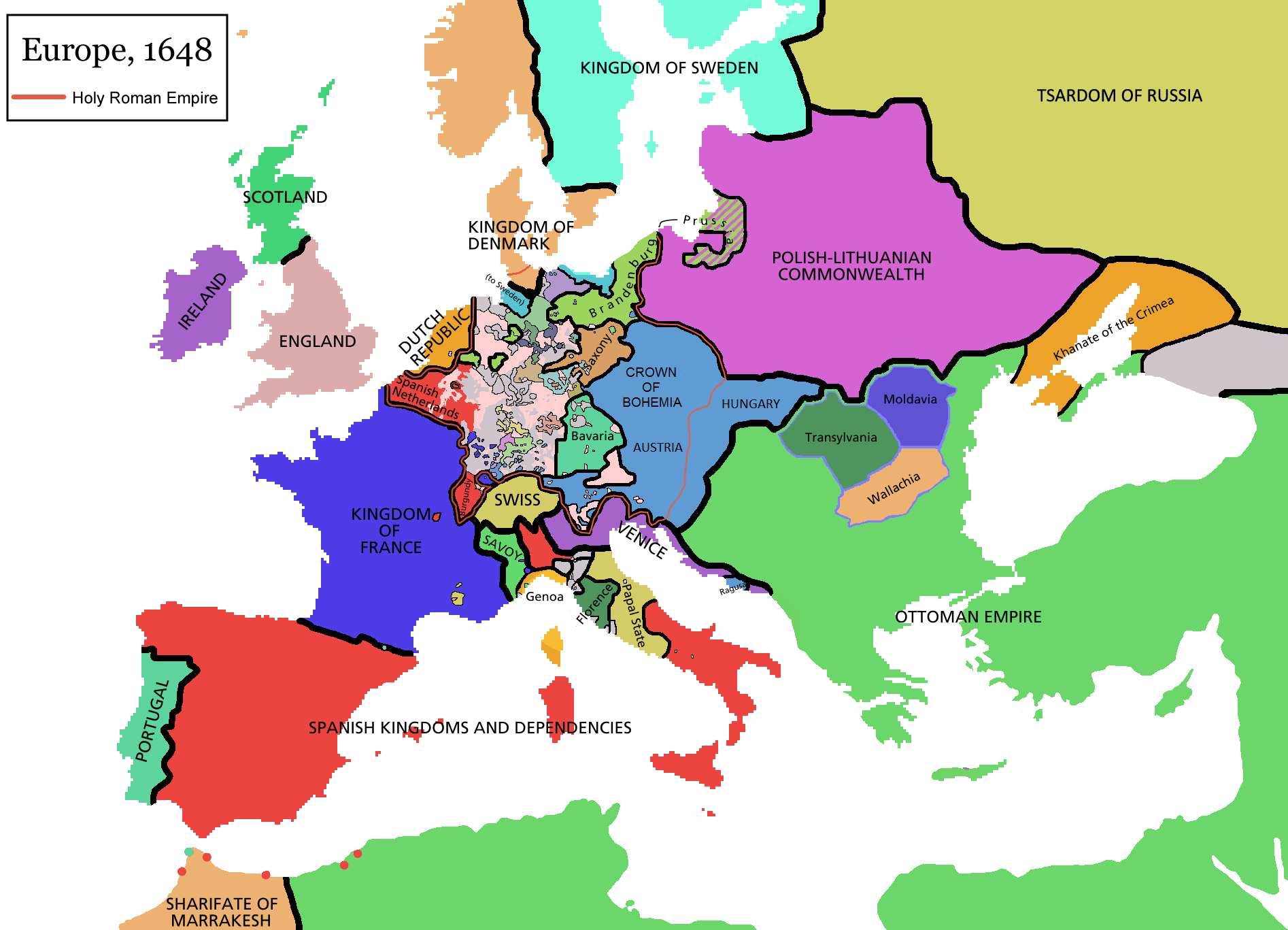
Europa, după tratatul de Westphalia (1648)

În Sancțiunea Pragmatică din 1549, regele Carol Quintul a stabilit Cele Șaptesprezece Provincii ale Țărilor de Jos ca entitate separată de Franța, Burgundia sau Sfântul Imperiu Roman.  Țările de Jos în acel moment erau printre cele mai prospere regiuni din Europa, și un important centru de comerț, finanțe și artă.  Războiul de 80 de ani a adus o faliere profundă în regiune, pe de o parte cu Republica Olandeză (Țările de Jos de astăzi) crescând într-o putere a lumii (vezi epoca de aur olandeză), iar pe de altă parte cu Țările de Jos din sud (aproximativ Belgia zilelor noastre) pierzându-și toată importanța economică și culturală pentru secolele ce vor urma.
Politic, a apărut o situație unică în Țările de Jos, unde un organism republican (Staates General) conducea, dar exista o funcție nobilă: stadthoulder (tot mai adesea ocupată pe cale ereditară) care era deținută de Casa de Orange-Nassau.  Această separare a puterilor a preîntâmpinat lupte pe scară mare între nobili și civili, așa cum s-a întâmplat de pildă în Războiul civil englez.  Fricțiunile dintre civili și grupări de nobili, care deja începuseră în timpul Armistițiului de 20 de ani, au fost numeroase și în cele din urmă au condus la o explozie odată cu Republica Batavă susținută de Franța, ocazie cu care burghezia olandeză a sperat să scape pentru totdeauna de nobilimea cu conștiință de sine tot mai crescută.  Totuși, printr-o remarcabilă redeșteptare a nobilimii după Era napoleoniană republica va fi abandonată în favoarea fondării Regatului Unit al Țărilor de Jos.  Astfel, cea mai veche republică a Europei s-a transformat într-o monarhie, care dăinuie până astăzi.

### Efectele pentru Imperiul Spaniol
Cucerirea diverselor teritorii în cele două Americi a făcut din Spania prima putere europeană a secolului XVI.  Acest lucru a adus-o în permanență în conflict cu Franța și puterea în ascensiune care era Anglia.  În plus, monarhii profund religioși Carol Quintul și Philip II au văzut pentru ei un rol de protectori ai credinței catolice împotriva islamului în Mediterana și împotriva protestantismului în nordul Europei.  Aceasta însemna că Imperiul Spaniol era mai tot timpul în război.  Dintre toate aceste conflicte, Războiul de 80 de ani a fost cel mai lung și a avut efectul cel mai mare asupra finanțelor Spaniei și asupra moralului poporului spaniol, care a avut parte de creșterea taxelor și de soldați care nu se mai întorceau, cu foarte mic succes pentru a echilibra scara.  Guvernul spaniol a trebuit să declare de mai multe ori faliment. Spaniolii puneau în discuție tot mai intens necesitatea războiului din Țările de Jos și chiar necesitatea imperiului în general.  Pierderea Portugaliei în 1640 și Pacea de la Westphalia din 1648, care a pus capăt războiului, au fost primele semne că rolul Imperiului Spaniei în Europa este în declin.

### Implicațiile politice europene
Revolta olandeză împotriva regelui lor legal, cel mai evident ilustrată prin jurământul de abjurare (1581), a implicat faptul că regele poate fi eliminat de populație dacă există o înțelegere că acesta nu își îndeplinește responsabilitățile date de Dumnezeu și astfel pune în chestiune conceptul de drept divin al regilor.  Acest lucru a condus în cele din urmă la nașterea Republicii Olandeze.  Acceptarea unei țări fără monarhie de către alte puteri europene în 1648 s-a generalizat de-a lungul Europei, alimentând rezistența împotriva puterii divine a regilor.  Astfel rebeliunea olandeză poate fi văzută ca precursoare a Războiului civil englez (1642–1651) și a Revoluției franceze (1789–1799), unde monarhii cu putere fundamentată pe dreptul lor divin au fost înlăturați.  Ca urmare, revolta olandeză este precursoarea liberalismului în guvernările moderne.